# Мумия: Принц Египта
«Мумия: Принц Египта» (англ. Tale of the Mummy) — фантастический фильм режиссёра Рассела Малкэхи.

## Сюжет
Предыстория основных событий, описываемых в фильме, начинается в Древнем Египте. Гонимый из родной Греции за ересь, в Египет прибывает чародей Талос. Образованный чернокнижник так очаровал фараона Аменхотепа, что тот приблизил к себе Талоса, а затем породнился с ним, выдав замуж за чужеземца свою дочь, прекрасную царевну Нефрияму. Но вскоре фараону доносят, что принц — чёрный маг, славящийся своей жесткостью, пытками и сатанинскими обрядами. Влияние Талоса и его сатанинского учения в Египте обрело опасные масштабы и фараон решает его казнить. Но Аменхотеп совершил ошибку, предупредив царевну Нефрияму. Верная жена предупреждает Талоса об угрозе и они сбегают от неминуемой казни. Понимая, что его последователи не смогут противостоять силам фараона, принц проводит над собой последний страшный обряд. Фараон Аменхотеп с войском находит тайное убежище Талоса и обнаруживает там последователей, поедающих его внутренние органы: глаза, лёгкие, селезёнку, печень, челюсть. Любимая дочь фараона лично поедала сердце своего возлюбленного, чтобы тот снова мог возродиться в будущем. Фараон приказывает казнить приспешников  колдуна, а сам, без сожаления, убивает царевну...  
Действие фильма начинается в 1948 году, в эпоху искателей сокровищ фараонов. Экспедиция Уэмбли, под руководством сэра Ричарда Теркиля, уже девять месяцев ведет поиски гробницы верховного жреца Майа в долине царей. Юный помощник профессора наконец обнаруживает запечатанную гробницу без имени погребенного, что настораживает сэра Ричарда, поскольку в древности так погребались только проклятые. Перевод иероглифов при входе в гробницу только подтверждает опасения профессора. Гробница была комнатой пыток того самого принца-колдуна Талоса и сокровищ там быть не может. Сэр Ричард, зная историю греческого чернокнижника, отказывается открывать проклятую усыпальницу, но его компаньоны, ведомые алчностью и жаждой славы, не воспринимают всерьез предостережения древних. Археолога ставят перед выбором: либо открыть гробницу, либо отправиться за решетку. Понимая, что гробницу все равно вскроют, он все же соглашается. Перед спуском к усыпальнице, профессор тайно сфальсифицировал отчет об экспедиции, чтобы её больше никто не нашел, а в своем дневнике оставляет предсмертную запись и передает его на хранение своему помощнику. В гробнице срабатывает древняя ловушка, из-за которой тела археологов начинают усыхать и рассыпаться словно песок. За миг до смерти, сэр Ричард Тэркиль успевает нажать на детонатор и взорвать вход в гробницу Талоса, принеся себя в жертву. 
Через пятьдесят лет путевой дневник профессора Теркиля находит его внучка Саманта (Луиза Ломбард). Она желает узнать правду о той гробнице и разобраться в смерти деда. Вместе со своим женихом Берком, другом Брэдли Кортезом (Шон Пертви), обладающим экстрасенсорными способностями, и доктором Клэр Малруни (Лизетт Энтони) она находит гробницу Талоса в подземелье, подвешенную в воздухе в огромной пещере. Берк обнаруживает странный талисман и решает подарить его Саманте на свадьбу, но погибает, упав в пропасть.
Дальше действие развивается в Лондоне в конце тысячелетия. Саманта мирно живёт в одиночестве, Брэдли из-за своих видений был признан сумасшедшим и теперь посещает сеансы некой мисс Эдит, где ему видятся сцены конца света. Останки Талоса находятся в Британском музее, но должен начаться полный парад планет, и останки исчезают из музея. В Лондоне происходит серия жестких убийств с вырезанием внутренностей. За дело берется детектив Райли (Джейсон Скотт Ли). Он обнаруживает, что все жертвы — не местные. Райли знакомится с Самантой, которую постоянно преследует Брэдли, считающий, что Талос может возродиться. Со временем Райли начинает подозревать в убийствах именно Брэдли, в чём тот впоследствии сознается, а потом рассказывает детективу историю принца Талоса и предостерегает его, что в день парада планет принц возродится в исходном облике. Также Брэдли предостерегает Райли, что последний элемент, необходимый египетскому сатанисту — сердце его принцессы, ведь его собственное сердце съела именно Нефрияма. Брэдли уверен, что реинкарнация принцессы — это Саманта и просит детектива ни в коем случае не позволять Талосу забрать её сердце.
Вскоре Талос убивает Брэдли и похищает Саманту. Райли, патологоанатом Клэр Малруни, профессор Маркус и мисс Эдит решают найти Саманту, используя экстрасенсорные способности уже мертвого Брэдли. Они проводят спиритический сеанс и узнают, где находится Саманта. Друзья приезжают на заброшенный склад, где они решают разделиться. Райли остаётся с Клэр, а Эдит с профессором Маркусом. У Эдит остался амулет Брэдли, глаз Гора, тот самый, который был найден на раскопках в Египте. Талос вскоре гипнотизирует профессора и тот убивает Эдит, а самого его затем убивает Клэр, которая показывает, что всё это время она была под влиянием Талоса. Райли находят Саманту и на его глазах Талос готовится вырезать ей сердце и полностью сформироваться. Саманта просит Райли убить её и детектив выстреливает ей в сердце. Однако в следующий момент Талос показывает, что Саманта была попыткой заманить в его ловушку самого Райли, потому что это он оказывается реинкарнацией Нефриямы. Окончательно сошедшая с ума Клэр вырезает у него сердце и отдает Талосу.
Фильм заканчивается парадом планет, и в конце показан Талос в обличии детектива. Он оскаливается, и видна собачья челюсть (одной из жертв была собака).

## В ролях
| Актёр            | Роль               |
| ---------------- | ------------------ |
| Джейсон Скотт Ли | детектив Райли     |
| Луиза Ломбард    | Саманта Теркиль    |
| Шон Пертви       | Брэдли Кортес      |
| Лизетт Энтони    | Клэр Марлуни       |
| Майкл Лернер     | доктор Маркус      |
| Джек Дэвенпорт   | детектив Бартон    |
| Онор Блэкман     | капитан Шиа        |
| Кристофер Ли     | сэр Ричард Теркиль |
| Шелли Дювалл     | Эдит Бутрос        |
| Джерард Батлер   | Берк               |
| Энзо             | принц Талос        |
| Варис Дирие      | принцесса Нефриама |

Мировая премьера состоялась 10 июля 1998 года в Монреале, Канада в рамках кинофестиваля «Фантазия». Фильм получил рейтинг R по оценке MPAA.

## Сборы в прокате
Бюджет фильма составлял 8 млн $.
В первый день показа в Италии фильм собрал в прокате 139 514 €. В первый уикенд фильм в Италии собрал в прокате 157 318 €. Общая сумма сборов за первую неделю проката составила 388 365 €.

## Награды
Фильм получил 2 награды в рамках фестиваля Fantafestival 1998 года:
- Лучший саундтрек — Стефано Майнетти
- Специальный приз жюри — Дэниэл Слейдек (продюсер), Сильвио Мураглиа (продюсер)

## Съёмки
- Большую часть фильма снимали в Люксембурге, а также в Лондоне[4].
- Луиза Ломбард была последней приглашённой актрисой на главную роль[5].